# Txonob
Txonob (en rus: Чоноб) és un poble del Daguestan, a Rússia, que en el cens del 2010 tenia 32 habitants. Pertany al districte rural de Gunib.